# Pro Vita Alpina
Pro Vita Alpina ist ein internationaler Verein zur Förderung der kulturellen, gesellschaftlichen, ökologischen und wirtschaftlichen Entwicklung im Alpenraum. Der Verein wurde 1972 als Arbeitsgruppe in Graubünden gegründet. Seit 1989 besteht Pro Vita Alpina als eigenständiger Verein, dessen Tätigkeitsbereich seitdem auf den gesamten Alpenraum ausgeweitet ist. Er ist Gründungsmitglied der Plattform Tiroler Kulturinitiativen TKI (1989) und der IG Kultur Österreich (1990).
Der Schwerpunkt liegt in der Information und Vernetzung vergleichbarer Initiativen untereinander, insbesondere in den Bereichen  Landwirtschaft, Handwerk, Kultur sowie Direktvermarktung und Aufbau regionalwirtschaftlicher Vernetzungen. Der Verein versteht sich als klassische Kulturinitiative nach dem Motto „Mut und Widerstand in den Bergen“.
Seit 2006 ist der Verein bei der Vereinsbehörde Imst als „Pro Vita Alpina Österreich“ registriert. In Italien firmiert der Verein unter dem Namen „Pro Vita Alpina Südtirol“. Der Dachverein „Pro Vita Alpina International“ fungiert weiterhin als internationales und interdisziplinäres Netzwerk.